# Adolfo Galatoire
Adolfo José Galatoire Artola (Buenos Aires, 9 de abril de 1895-Buenos Aires, 10 de diciembre de 1979) fue un médico y político argentino, perteneciente a la Unión Cívica Radical (UCR). Ocupó diversos cargos partidarios en la UCR, como también se desempeñó como diputado nacional por la provincia de Córdoba por aquel partido.

## Biografía
Nació en Buenos Aires, siendo hijo del matrimonio entre Pedro Calixto Galatoire y Antonia Artola. Se casó con Antonia Franch, con quien tuvo un hijo.
Se recibió de Médico en la Universidad Nacional de la Plata, especializándose en tisiología en la Universidad de Buenos Aires. Sus primeros pasos como médico los dio en la provincia de Córdoba, como director del centro antituberculoso provincial en la década de 1930. En ese esos tiempos comenzó su militancia radical, que lo llevó a ser electo senador nacional de la provincia de Córdoba, cargo que ocupó entre 1938 y 1942.
Estando radicado en Capilla del Monte, fue electo diputado nacional por la provincia de Córdoba, por la Unión Cívica Radical en 1942, aunque su mandato se vio interrumpido por el golpe conocido como la revolución del 43.
Durante la presidencia de Arturo Umberto Illia fue designado como embajador argentino en Francia, cargo que ejerció entre 1964, hasta que abandonó las funciones cuando Illia fue derrocado por la autoproclamada Revolución Argentina.
Por otro lado, también se dedicó a la escritura de literatura médica acerca de personajes históricos de Argentina, como la historia clínica de José de San Martín bajo el título «Cuáles fueron las enfermedades de San Martín», publicada por la editorial Plus Ultra, entre otros libros.